# Bobbi Fiedler
Roberta Frances "Bobbi" Fiedler, nata Horowitz (Santa Monica, 22 aprile 1937 – Northridge, 3 marzo 2019), è stata una politica statunitense, membro della Camera dei Rappresentanti per lo stato della California dal 1981 al 1987.

## Biografia
Nata e vissuta sempre in California, la Fiedler intraprese la strada politica come esponente del cosiddetto fenomeno dei grassroots: iniziò a capeggiare un'organizzazione locale composta da mamme di Encino che si ribellavano al sistema scolastico e in breve tempo venne eletta nel consiglio scolastico di Los Angeles.
Nel 1980 Bobbi Fiedler si candidò alla Camera come membro del Partito Repubblicano e sfidò il democratico in carica da vent'anni James C. Corman. La Fiedler sembrava essere sfavorita nella corsa per il distretto, che era più favorevole ai democratici, ma nonostante ciò riuscì a prevalere sull'avversario per uno stretto margine e venne eletta.
Negli anni seguenti la Fiedler venne rieletta altre due volte, con percentuali di voto nettamente superiori. Fu una delle svariate donne ebree elette al Congresso dallo Stato della California come Barbara Boxer e Jane Harman.
Nel 1986 rinunciò a chiedere un altro mandato alla Camera, candidandosi invece al Senato contro il democratico in carica Alan Cranston. Durante la campagna elettorale venne accusata di aver pagato un avversario del suo stesso partito perché si ritirasse dalle primarie; la Fiedler venne prosciolta dal giudice ma non riuscì comunque a riconquistare i consensi dell'elettorato e perse le primarie.
In seguito alla sconfitta la Fiedler abbandonò la politica attiva e si ritirò a vita privata dopo essersi risposata in seconde nozze con un suo collaboratore.